# 2013-as kanadai labdarúgókupa
A 2013-as kanadai labdarúgókupa (angolul: Canadian Championship) volt a kanadai labdarúgókupa 6. szezonja. A sorozat 2013. április 24-én kezdődött és május 29-én ért véget. A döntő első mérkőzését a montréali Saputo Stadionban, míg a visszavágót a vancouveri BC Place Stadionban rendezték meg. A címvédő a Toronto volt. A trófeát a Montréal csapata szerezte meg, a kupa története során második alkalommal.

## Lebonyolítás
| Kör      | Első mérkőzés | Második mérkőzés |
| -------- | ------------- | ---------------- |
| Elődöntő | április 24.   | május 1.         |
| Döntő    | május 15.     | május 29.        |

## Elődöntő
| 2013. április 24. 19:45 ETZ |

| Toronto                | 2–0 | Montréal |
| ---------------------- | --- | -------- |
| Henry 49' Wiedeman 81' |     |          |

| BMO Field, Toronto, Ontario Nézőszám: 11 043 Játékvezető: Paul Ward |

| 2013. május 1. 19:45 ETZ |

| Montréal                                                    | 6–0 | Toronto |
| ----------------------------------------------------------- | --- | ------- |
| Mapp 24' Paponi 33' Di Vaio 44' 90' Romero 61' Wenger 90+4' |     |         |

| Saputo Stadion, Montréal, Québec Nézőszám: 14 931 Játékvezető: Drew Fischer |

A Montréal csapata győzött 6–2-es összesítéssel.
| 2013. április 24. 19:45 MTZ |

| Edmonton         | 2–3 | Vancouver Whitecaps           |
| ---------------- | --- | ----------------------------- |
| Cox 8' Nurse 28' |     | Sanvezzo 5' 83' Heinemann 89' |

| Commonwealth Stadion, Edmonton, Alberta Nézőszám: 2 838 Játékvezető: Silviu Petrescu |

| 2013. május 1. 19:15 PST |

| Vancouver Whitecaps   | 2–0 | Edmonton |
| --------------------- | --- | -------- |
| Hertzog 58' Saiko 67' |     |          |

| BC Place Stadion, Vancouver, Brit Columbia Nézőszám: 14 892 Játékvezető: Geoff Gamble |

A Vancouver Whitecaps csapata győzött 5–2-es összesítéssel.

## Döntő
| 2013. május 15. 19:30 ETZ |

| Montréal | 0–0 | Vancouver Whitecaps |
| -------- | --- | ------------------- |
|          |     |                     |

| Saputo Stadion, Montréal, Québec Nézőszám: 12 016 Játékvezető: Silviu Petrescu |

| 2013. május 29. 22:00 ETZ |

| Vancouver Whitecaps   | 2–2 | Montréal               |
| --------------------- | --- | ---------------------- |
| Sanvezzo 4' Daigo 69' |     | Martins 49' Camara 84' |

| BC Place Stadion, Vancouver, Brit Columbia Nézőszám: 18 183 Játékvezető: Drew Fischer |

A Montréal csapata győzött 2–2-es összesítéssel, idegenben lőtt gólokkal.